# Rosa Borja de Ycaza
Rosa Borja Febres-Cordero (Guayaquil, 30 tháng 7 năm 1889 - Guayaquil, ngày 22 tháng 12 năm 1964) được biết đến như Rosa Borja de Ycaza là một nhà văn, nhà viết tiểu luận, viết kịch, nhà xã hội học, nhà thơ, tiểu thuyết gia, và nhà hoạt động nữ quyền người Ecuador.

## Tiểu sử
Rosa Borja de Ycaza sinh ra tại Guayaquil vào ngày 30 tháng 7 năm 1889. Cha bà là Tiến sĩ César Borja Lavayen, một bác sĩ, chính trị gia, dịch giả người Pháp gốc Tây Ban Nha, và nhà thơ Parnasian đã viết "Flores tardías y joyas ajenas". Mẹ bà là Angela Febres-Cordero Lavayen.

## Sự nghiệp
Bà là giám đốc của "Trung tâm nghiên cứu văn học" tại Đại học Guayaquil, người sáng lập và giám đốc của tạp chí Nuevos Horizontes, thành viên của Học viện Ngôn ngữ Ecuador và "Viện văn hóa Ecuador", người sáng lập "Vòng tròn nhà báo" của Guayas và phó chủ tịch của "Hiệp hội Bolivar" của thành phố Guayaquil. Bà cũng từng là Bộ trưởng của tỉnh Guayas.

## Công trình
bà đã viết các vở kịch Las de Judas và Nadie sabe lo que querá mañana
bà đã để lại một cuốn tiểu thuyết chưa xuất bản María Rosario và một vở kịch El Espíritu manda.
Bà cũng là tác giả của các bài tiểu luận xã hội và lịch sử.
bà ấy đã viết các bài hát và sáng tác nhạc, và vào năm 1942, Hiệp hội âm nhạc thính phòng của Buenos Aires đã trao giải nhất cho một số tác phẩm mà bà đã tham gia.

## Công tác xã hội
Bà thành lập "Quân đoàn phụ nữ về văn hóa đại chúng", cùng với các nhà nữ quyền khác như Amarilis Fuentes. Bbà ấy là một người ủng hộ cho quyền của phụ nữ và quyền của công nhân và nhân viên, người mà bà ấy truyền đạt bằng các bài giảng và thảo luận.

## Cuộc sống cá nhân
Bà kết hôn với Alberto Icaza (Ycaza) vào năm 1916 tại Guayaquil.